# Joaquín Turina
Joaquín Turina Pérez (* 9. Dezember 1882 in Sevilla; † 14. Januar 1949 in Madrid) war ein spanischer Komponist.

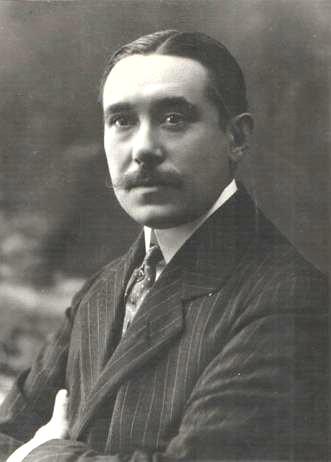
Joaquín Turina (1914)

## Leben
Joaquín Turina war der Sohn des Malers Joaquín Turina y Areal (1847–1903). Er begann vierjährig Akkordeon zu spielen und lernte noch während seiner Schulzeit Klavier, ab 1894 auch Harmonielehre und Kontrapunkt beim Kapellmeister der Kathedrale Evaristo García Torres (1830–1902). Ab 1897 trat er regelmäßig als Pianist, musikalischer Leiter und Interpret auch eigener Kompositionen in Sevilla auf.
Ab 1902 studierte er in Madrid beim Pianisten José Tragó. Dort lernte er auch seinen Landsmann und Freund Manuel de Falla kennen. Von 1905 bis 1913 lebte er in Paris, wo er Klavier bei Moritz Moszkowski und Komposition bei Vincent d’Indy an dessen Schola Cantorum studierte. Die Ferne seiner musikalischen Heimat Spanien und die Begegnung mit Isaac Albéniz im Jahr 1907 inspirierten ihn zu stärkerer Beschäftigung mit spanischer Folklore und bewirkten damit eine Hinwendung zu einer Musik im Sinne der Nationalen Schulen. Weiteren Einfluss nahmen die französischen, teilweise dem Impressionismus zugerechneten Komponisten Maurice Ravel und Claude Debussy.
Nach Abschluss seines Kompositionsstudiums 1913 und mit Beginn des Ersten Weltkriegs kehrte Turina nach Spanien zurück und lebte ab 1914 in Madrid, wo er neben seiner kompositorischen Tätigkeit als Dirigent, Pianist und Musikkritiker arbeitete. Er wurde 1931 Kompositionsprofessor am Conservatorio Superior de Música in Madrid. 1939 wurde er Comisario General de Música und gründete in dieser Funktion u. a. das Spanische Nationalorchester (Orquesta Nacional de España).

## Werke
Neben Klavier- und Kammermusik umfasst Turinas 104 Opuszahlen umfassendes Schaffen eine große Zahl von Liedkompositionen mit Klavier- wie Orchesterbegleitung, mehrere, meist durch die spanische Kultur inspirierte Sinfonische Dichtungen, einige Werke für Klavier und Orchester sowie Opern und Schauspielmusiken. Das nach Werkzahl kleine, aber interessante Werk für Sologitarre ist einer Anregung durch Andrés Segovia zu verdanken. Turina war außerdem auch als Musikschriftsteller und -essayist tätig.

### Kompositionen
- Bühnenwerke
  - Margot op. 11. Comedia lírica in zwei Akten, Buch: María de la O Lejárraga (unter dem Namen ihres Mannes Gregorio Martínez Sierra)
  - Jardín de Oriente op. 25 (1922). Oper in einem Akt, Buch: Gregorio Martínez Sierra

- Orchestermusik
  - La procesión del Rocío op. 9 (1913)
  - Danzas fantásticas op. 22 (1919). Bearbeitung der gleichnamigen Klavierkomposition
  - Sinfonía Sevillana op. 23 (1920).
  - La oración del torero op. 34 (Das Gebet des Torero) Streicher-Bearbeitung einer Lauten-Komposition
  - Rapsodia sinfónica op. 66 (1934) für Klavier und Streichorchester

- Kammermusik
  - Klaviertrios in F-Dur (1904), in D-Dur op. 35 (1926) und in h-Moll op. 76 (1933)
  - Klavierquintett g-Moll op. 1 (1907)
  - Streichquartett Nr. 1 d-moll op. 4 (1911)
  - Klaviersextett für Soloviola, Klavier und Streichquartett Scène andalouse op. 7 (1912)
  - El poema de una sanluqueña für Violine und Klavier op. 28 (1924)
  - Violinsonaten in D-Dur op. 51 (1926) und in G-Dur op. 82 (1934)
  - Klavierquartett a-moll op. 67 (1933)
  - Serenata für Streichquartett op. 87 (1935)
  - Círculo für Klaviertrio op. 91 (1936)[1]

- Klaviermusik
  - Sevilla op. 2 (1908)
  - Sanlúcar de Barrameda. Sonata pintoresca op. 24 (1920)
  - Danzas Gitanas op. 55 (1930) und op. 84 (1934)
  - Concierto sin orquesta op. 88 (1935)

- Gitarrenmusik
  - Sevillana op. 29 (1923)
  - Fandanguillo op. 36, gewidmet Andrés Segovia (1925)
  - Miniaturas op. 52
  - Ráfaga op. 53 (1930)
  - Sonata (Sonate D-Dur) op. 61 (1932)
  - Homenaje a Tárrega - Garotin, Soleares op. 69, auch Hommage à Tarrega (1932)

- Lied
  - Poema en forma de canciones op. 19 (1918) für Gesang und Klavier. Texte von Ramón de Campoamor
  - Canto a Sevilla op. 37 (1925). Liedzyklus für Gesang und Klavier oder Orchester, Texte von José Muñoz San Román
  - Saeta, en forma de salve, a la Virgen de la Esperanza op. 60 für Gesang und Klavier oder Orchester, Text von Joaquín y Serafín Álvarez Quintero
  - Las musas de Andalucía op. 93 (1942) für Gesang, Klavier und Streichquartett

### Schriften
- Enciclopedia abreviada de música, Madrid 1917
- Tratado de composición musical, Madrid 1942–1948